# Гарет Едс
Гарет Едс (на английски: Gareth Edds) е австралийски футболист, който играе на страната на отбора от Втора Футболна Лига, Милтън Кийнс Донс.

## Клубна Кариера
Гарет Едс започва своята кариера през 1999 с Нотингам Форест преди да се премести във Суиндън Таун през 2002. В Суиндън изиграва едва един сезон. Подписва с Брадфорд Сити и отново само за един сезон. Преминава във Милтън Кийнс Донс, където играе от 2004 и взима участие в над 100 срещи. Във времето си в МК Донс той вкара много важни голове, включително двата му гола в последната среща на сезон 2004 – 05 в Първа Лига, благодарение на които „Доновете“ запазват мястото си в дивизията. През май, 2008 веднага след промоцията на МК Донс в Първа лига той е един от шестте играчи избрани да бъдат освободени от клуба. Той напуска и се присъединява към друг отбор от Първа Лига Транмиър Роувърс. Там прекарва 2 години като изиграва 69 мача и вкарва 5 гола. През лятото на 2010 от отбора му съобщават, че контракта му няма да бъде подновен. Тогава клуба от родната му страна Норт Куинсланд Фюри му предлагат договор и той подписва с тях.

## Успехи
- Трофей на Футболната Лига, 2007-08: Победител
- Втора Лига, 2007 – 08: шампион

## Външни Препратки
- Статистика на кариерата на Гарет Едс Архив на оригинала от 2008-02-03 в Wayback Machine.
- Профил в официалния уебсайт на ФК Милтън Кийнс Донс Архив на оригинала от 2008-01-15 в Wayback Machine.
- Профил в Ozfootball.net

|  | Тази страница частично или изцяло представлява превод на страницата Gareth Edds в Уикипедия на английски. Оригиналният текст, както и този превод, са защитени от Лиценза „Криейтив Комънс – Признание – Споделяне на споделеното“, а за съдържание, създадено преди юни 2009 година – от Лиценза за свободна документация на ГНУ. Прегледайте историята на редакциите на оригиналната страница, както и на преводната страница, за да видите списъка на съавторите. ВАЖНО: Този шаблон се отнася единствено до авторските права върху съдържанието на статията. Добавянето му не отменя изискването да се посочват конкретни източници на твърденията, които да бъдат благонадеждни. |